# Hrastek
Hrastek – wieś w Słowenii, w gminie Krško. W 2018 roku liczyła 27 mieszkańców.